# Karem AR40
Karem AR40 – projekt amerykańskiego śmigłowca rozpoznawczo-bojowego firmy Karem Aircraft biorącego udział w program bojowego śmigłowca rozpoznawczego (Future Attack Reconnaissance Aircraft – FARA).

## Historia

### Geneza
Rozpoczęty w 2018 roku program FARA miał na celu wyłonienie następców używanych przez United States Army rozpoznawczych śmigłowców Bell OH-58 Kiowa. Program zakładał zaprojektowanie i zbudowanie konstrukcji charakteryzującej się zdolnością do przełamywania zaawansowanej obrony przeciwlotniczej. Bliskiego wsparcia własnych jednostek przy użyciu broni pokładowej, jak również ataku spoza linii bezpośredniego widzenia potencjalnego przeciwnika. Maszyna miała być zdolna do wykonywania zadań w trybie autonomicznym, bez załogi na pokładzie (ang. optionally piloted vehicle). Śmigłowiec miał być w pełni kompatybilny z istniejącymi współcześnie systemami logistycznymi, transportowymi, serwisowymi amerykańskiej armii, zdolny do operowania w sieciocentrycznym środowisku walki. Wymagano możliwości uniknięcia wykrycia przez wrogie systemy radiolokacyjne. Cecha ta nie musiała być uzyskana poprzez budowę maszyny o właściwościach stealth, można ją było uzyskać również poprzez skryte działanie poniżej horyzontu radiolokacyjnego przeciwnika i/lub zainstalowanych na pokładzie nowoczesnych systemów walki radioelektronicznej. Miała posiadać możliwość działania w terenie zurbanizowanym. Modułową awionikę podatna na modyfikacje. Możliwość współpracy z systemami bezzałogowymi. Dwoma lub jednym silnikiem typu General Electric T901-GE-900. Maksymalna masa startowa miała wynsić 6350 kg, uzbrojenie przewidziane w ramach projektu Boeing-Sikorsky RAH-66 Comanche. Miała charakteryzować się prędkością przelotową rzędu 333 km/h a maksymalna rzędu 370 km/h (krótkotrwale). Koszt zakupu pojedynczej maszyny na poziomie kosztów eksploatowanych śmigłowców Boeing AH-64 Apache.

### Projekt
16 października 2019 roku projekt własnej konstrukcji, mającej wziąć udział w programie FARA przedstawiła firma Karem Aircraft. Projekt zakładał wybudowanie maszyny charakteryzującej się trójłpatowym wirnikiem głównym oraz skrzydłami o dużej rozpiętości, przekraczającej rozpiętość wirnika. Skrzydła generują dodatkową siłę nośną odciążającą wirnik główny. Producent nie przewidział instalacji węzłów do podwieszania uzbrojenia na skrzydłach. Miały one być przestawialne. W zawisie, będą przekręcane krawędzią natarcia do góry, jak w zmiennopłatach, aby nie zaburzać strumienia powietrza generowanego przez wirnik główny. Innowacyjnym rozwiązaniem miał być układ sterowania łopatami wirnika głównego. Każda z nich miała mieć elektryczny silnik, sterujący kątem natarcia łopaty pod kątem indywidualnego położenia względem kierunku lotu. Za całość odpowiedzialny miał być cyfrowy system optymalizujący relację oporu powietrza do siły nośnej. Całość miała zwiększyć efektywność wirnika nośnego, zmniejszając jego wibracje i generowany hałas. Drugim rozwiązaniem miało być przestawialne śmigło ogonowe. Przy niskich prędkościach, sześciołopatowe śmigło ogonowe miało działać klasycznie, ustawione równolegle do belki ogonowej, kompensuje moment obrotowy kadłuba. Przy dużych prędkościach śmigło ogonowe miało być obracane prostopadle do osi kadłuba i działać jak śmigło pchające. W trybie lotu z dużą prędkością, role kompensatora momentu reakcyjnego przejmować miała siła nośna generowana na dużych skrzydłach śmigłowca i ich dużym wzniosie. Maszyna miała być napędzana pojedynczym silnikiem turbowałowym General Electric T901-GE-900. Kabina pilotów miała mieścić dwóch członków załogi z miejscami ułożonymi obok siebie. Za nimi w kadłubie miał znajdować się przedział przeznaczony do transportu czterech osób. Śmigłowiec miał być wyposażony w chowane w trakcie lotu podwozie. Uzbrojenie stałe maszyny miało stanowić działko, umieszczone w chowanej w trakcie lotu wieżyczce. Dodatkowe uzbrojenie mogło być przenoszone w wewnętrznych komorach. Za projekt odpowiadał Karem Aircraft, ale za potencjalną produkcję odpowiedzialny miał być Northrop Grumman.
8 lutego 2024 roku, US Army ogłosiła zakończenie projektu. Swoją decyzje motywowała doświadczeniami jakie wyciągnięto z konfliktu pomiędzy Rosją i Ukrainą, gdzie niedrogie i tanie w eksploatacji systemy bezzałogowe z powodzeniem realizują zadania rozpoznawcze.